# Оейраш
Ое́йраш (порт. Oeiras; МФА: [o.ˈɐj.ɾɐʃ]) — муніципалітет і містечко в Португалії, в окрузі Лісабон. Розташований у західній частині країни, на березі Атлантичного океану, на теренах історичної португальської провінції Ештремадура. Належить до Лісабонського патріархату Католицької церкви в Португалії. Права міського самоврядування має з 1759 року. Поділяється на 5 парафій. За адміністративним поділом, чинним до 1976 року, був складовою провінції Ештремадура. Площа муніципалітету — 45,88 км², населення муніципалітету — 173149 ос. (2015); густота населення — 3773,95 осіб/км²
. Патрон — Діва Марія. Святковий день муніципалітету — 7 червня. Поштовий індекс — 2784.  Код місцевої адміністративної одиниці — 1110. Складова статистичного регіону Лісабон.

## Географія
Одівелаш розташований на заході Португалії, на півдні округу Лісабон.
Оейраш межує на півночі з муніципалітетами Сінтра і  Амадора, на сході — з муніципалітетом Лісабон, на заході — з муніципалітетом Кашкайш. На півдні омивається водами Атлантичного океану.
4-й за кількістю населення португальським селищем, але не зважаючи на цей факт, так і не має статус міста. Розташований на відомому Ешторільському узбережжі, у 15 хвилинах від Лісабона (як залізницею, так і автомобільним шляхом).

## Історія
Затвердження муніципалітету відбулось ще за часів маркіза Помбала, у 1759 році, хоча перші офіційні згадки про Оейраш відносяться до 1147 року.

## Населення
| Кількість мешканців | Кількість мешканців | Кількість мешканців | Кількість мешканців | Кількість мешканців | Кількість мешканців | Кількість мешканців | Кількість мешканців | Кількість мешканців | Кількість мешканців | Кількість мешканців | Кількість мешканців | Кількість мешканців | Кількість мешканців | Кількість мешканців |
| ------------------- | ------------------- | ------------------- | ------------------- | ------------------- | ------------------- | ------------------- | ------------------- | ------------------- | ------------------- | ------------------- | ------------------- | ------------------- | ------------------- | ------------------- |
| 1864                | 1878                | 1890                | 1900                | 1911                | 1920                | 1930                | 1940                | 1950                | 1960                | 1970                | 1981                | 1991                | 2001                | 2011                |
| 6 027               | 6 694               | 8 110               | 10 447              | 16 959              | 18 557              | 29 440              | 37 811              | 53 248              | 94 255              | 180 194             | 149 328             | 151 342             | 162 128             | 172 120             |

## Парафії
- Баркарена
- Карнашіде
- Оейраш-і-Сан-Жуліан-да-Барра
- Пасу-де-Аркуш
- Алжеш
- Круш-Кебрада-Дафунду
- Лінда-а-Веля
- Порту-Салву
- Кейжаш
- Кашіаш

## Економіка, побут, транспорт
Район Оейраша є одним з найрозвинутіших та найбагатших у Європі. Тут знаходяться головні португальські офіси таких багатонаціональних корпорацій як Microsoft, Nestlé, NetJets, General Electric, HP, Unisys, Nokia серед інших.
Селище як і муніципалітет в цілому має добре розвинуту транспортну мережу, з'єднане з Лісабоном залізницею (Лінія Кашкайша), платною швидкісною автомагістралью (А-5) та автомобільною дорогою, що проходить по узбережжю (Маржінал). З 2004 року у селищі Пасу-де-Аркуш між залізничною станцією та парком Поетів введено в експлуатацію унікальну для країни автоматичну транспортну мережу «SATU», що в принципі є монорельсовим фунікулером з довжиною майже 2 км.
В районі Оейраша є велика кількість архітектурних пам'яток (7 фортець, палаци, церкви, каплиці), музеїв (найвідомішим є музей стародавніх автомобілів), пляжів і комерційних центрів. Парки і сади займають особливе місце, — найвідомішим є тематичний парк Поетів (порт. Parque dos Poetas) у селищі Пасу-де-Аркуш площею 10 га зі скульптурами найвідоміших португальських поетів. В Алжеші діє муніципальний театр і акваріум ім. Вашку да Гами, а в Баркарені — унікальний за суттю музей Пороху.
На національному стадіоні Жамора, який також знаходиться на території муніципалітету Оейраша, щороку розігрується фінальний поєдинок кубка Португалії з футболу. А поруч зі стадіоном на відкритих ґрунтових кортах щороку відбувається міжнародний тенісний турнір АТП «Estoril Open», переможцем якого у 2008 році став швейцарець Роджер Федерер.

## Галерея

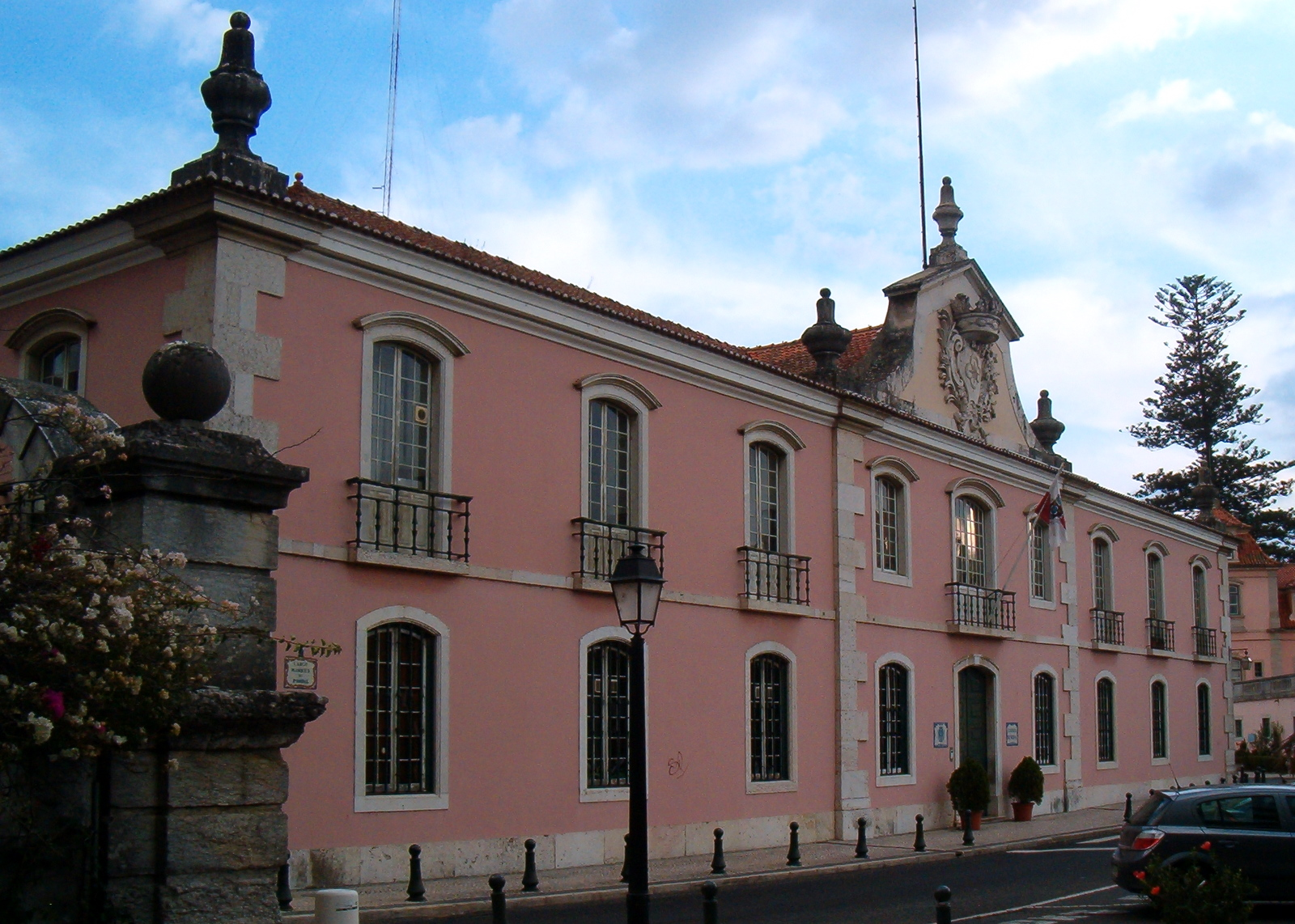
Муніципальний будинок Оейраша (старий)
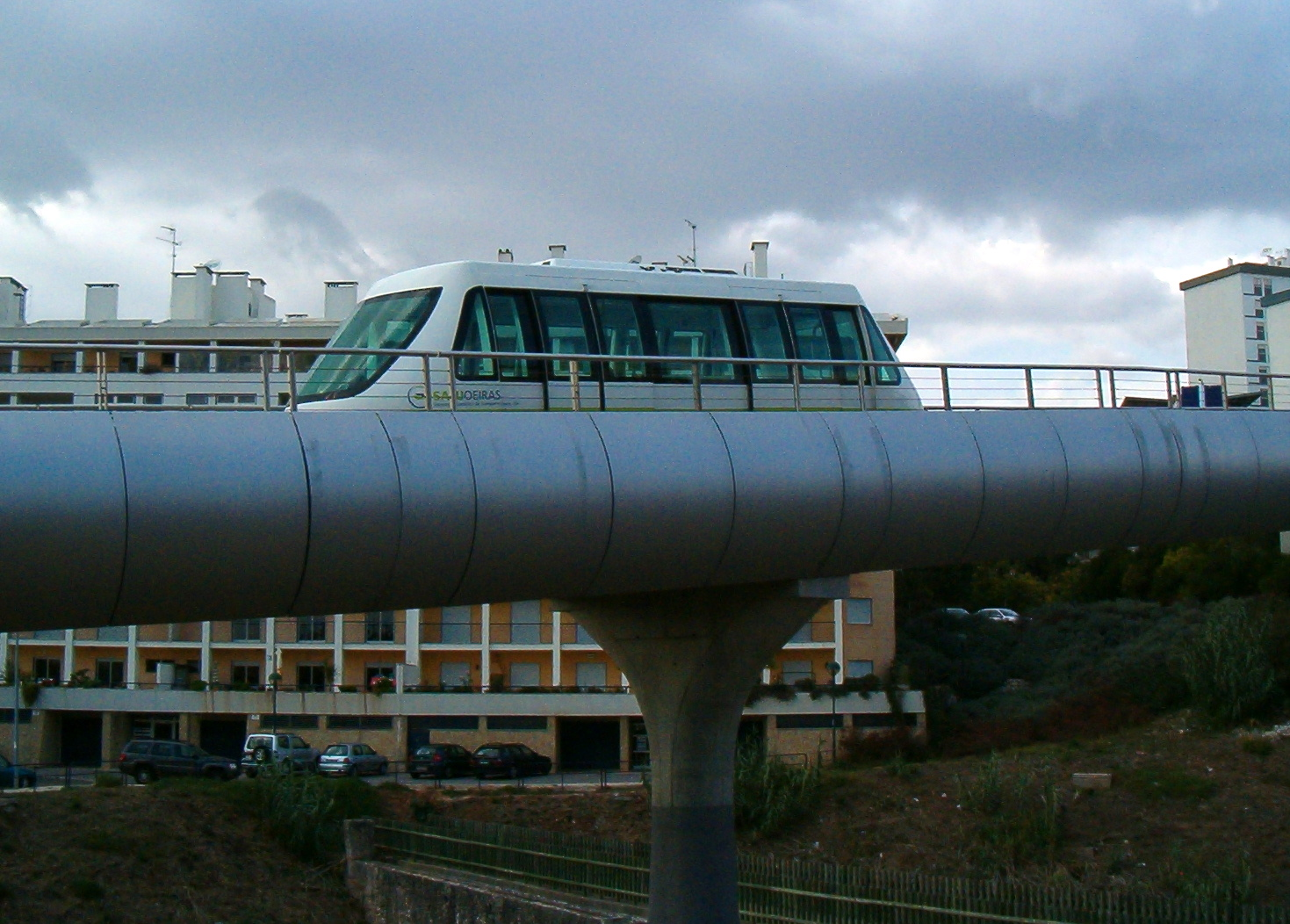
Фунікулер «SATU» в Пасу-де-Аркуш
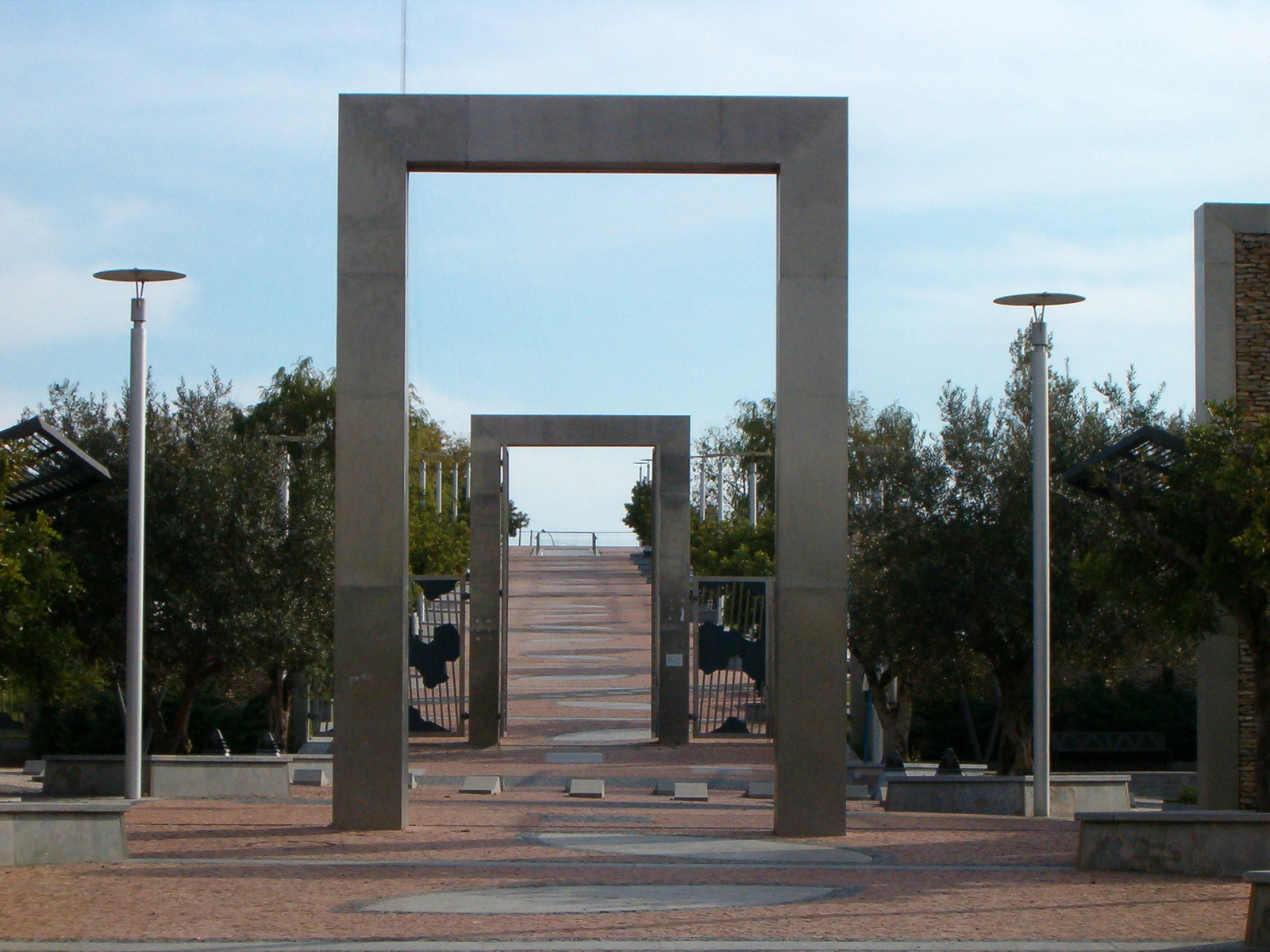
Парк Поетів в Пасу-де-Аркуш
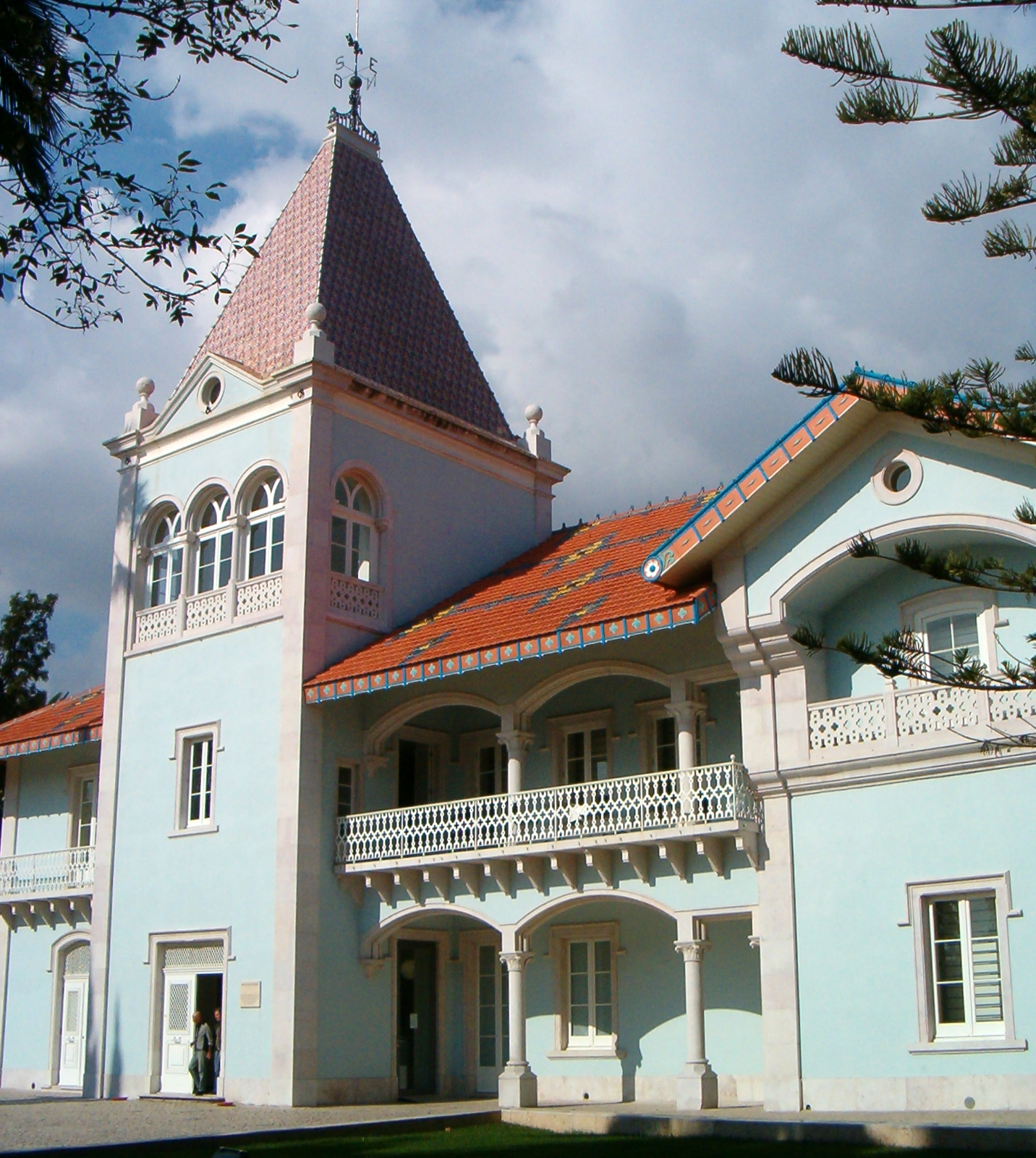
Палац Ангелів в Алжеші